# آن کیلونن
آن کیلونن (انگلیسی: Anne Kyllönen; ۳۰ نوامبر ۱۹۸۷ – ) اسکی‌باز صحرانوردی اهل فنلاند بود.